# HS Rīga
Hokejový klub existuje od roku 1999 a od té doby vychovává mladé talenty. První tým klubu, který soutěží pod měnícím se názvem - SK LSPA / Riga, SK Riga 20, SK Riga 95, Hokeja skola Rīga - se účastní lotyšské hokejové ligy.

## Historie
Oddíl ledního hokeje hrál zpočátku své domácí zápasy v klubu Rīgas Sporta. Tým mužů klubu byl přemístěn do HK Riga 2000 v roce 2000 . Ostatní juniorské týmy se účastnily příslušných lotyšských tříd juniorské ligy.
Od roku 2004 se U20 juniorský tým klubu zúčastnilo pod názvem SK Riga 20 v Samsung Premjerliga a tím i nejvyšší lotyšské lize v ledním hokeji. Družstvo se skládalo převážně z členů lotyšského národního týmu do 20 let, kteří se během hraní ligy připravovali na mezinárodní turnaje. V roce 2007 se klub přestěhoval do haly Akadēmijas ledus a tým pokračoval ve hře jako SK LSPA / Riga . Tým trénoval Olegs Znaroks do roku 2008 , než se této pozice ujal Vjačeslavs Nazarovs .
V létě roku 2009 byl tým U20 rozpuštěn, tým byl začleněn do KHL Club Dinamo Riga a přejmenován na Dinamo Juniors Riga . Od té doby SK Riga hrála se svým týmem U18 v lotyšské hokejové lize a v lotyšských ligách mládeže U18 a U20.
Od roku 2015 se klub účastní lotyšské hokejové ligy jako Hokeja skola Rīga.
V sezóně 2022/2023 se klub účastní lotyšské hokejové ligy a zároveň estonské hokejové ligy.

## Trenér
- 2007/08: Olegs Znaroks
- 2008/09, 2011/12: Vjačeslavs Nazarovs
- 2020/21: Juris Ozols

## Umístění

#### Lotyšský šampionát
- 2004/05: 5. místo
- 2005/06: 6. místo
- 2006/07: 5. místo
- 2007/08: 5. místo
- 2008/09: 5. místo
- 2009/10: 5. místo
- 2010/11: 8. místo
- 2011/12: 7. místo
- 2012/13: 8. místo
- 2015/16: 6. místo
- 2016/17: 5. místo
- 2017/18: 5. místo
- 2018/19: 6. místo
- 2019/20: 8. místo (soutěž nedokončena covid)
- 2020/21: 5. místo
- 2021/22: 5. místo

#### Lotyšský pohár
- 2007 - 1. kolo
- 2008 - 5. místo

## Historické názvy
- SK Riga 20 (1999-2007)
- SK LSPA/Riga (2007-2009)
- SK Riga 18
- SK Riga 95
- SK Riga 96 (2012/2013)
- SK Riga 97
- HS Riga (2015-dosud)

## Významní hráči
- Rihards Bukarts
- Miks Indrašis
- Roberts Lipsbergs
- Gints Meija